# De Gulden Beurse

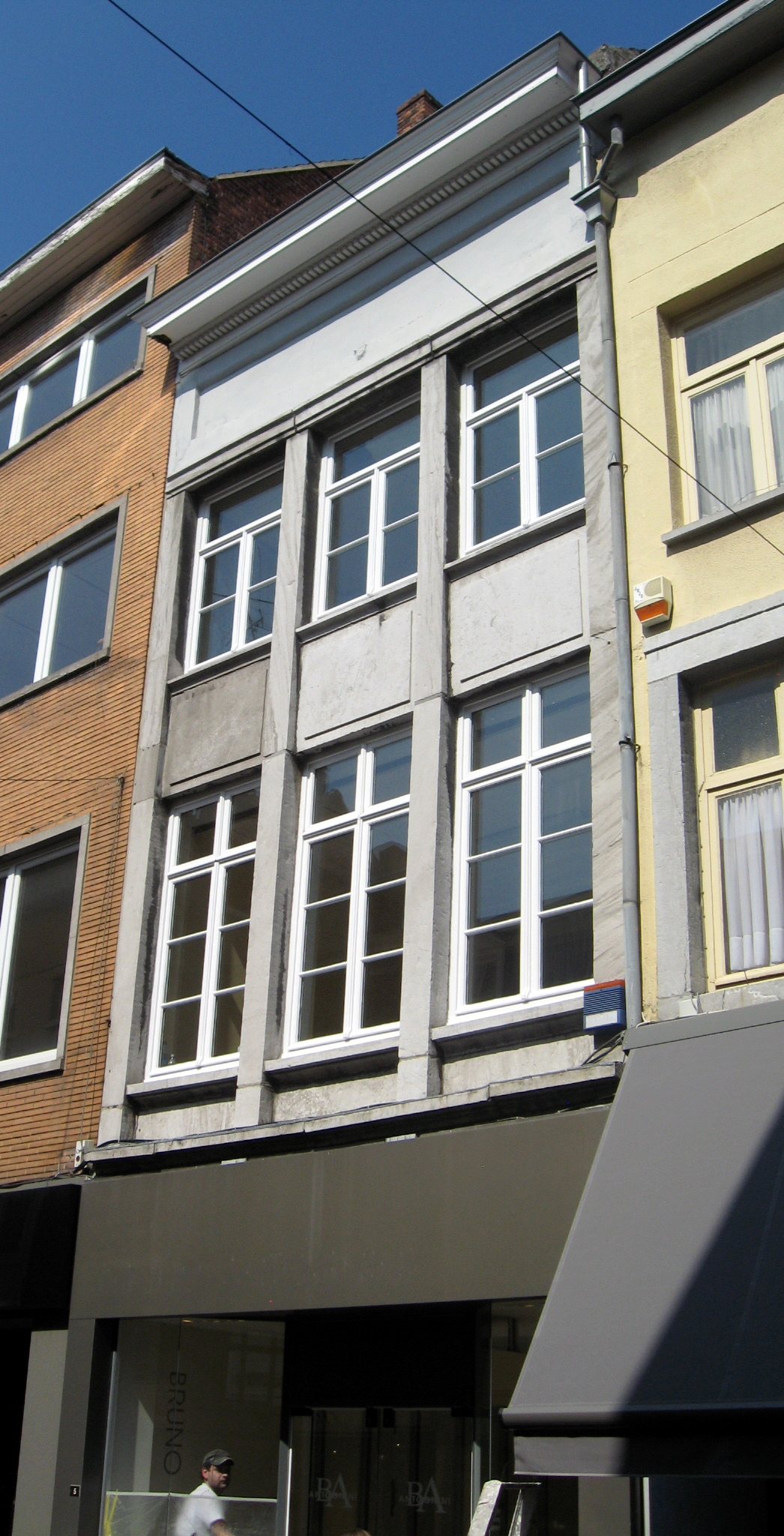
De Gulden Beurse

De Gulden Beurse (ook: De Gulden Borsse) is een huis aan de Kapelstraat 5 te Hasselt.
Tot 1678 heette het pand: Het Groen Huys. Het huidige pand stamt uit de 2e helft van de 18e eeuw. Het is een bakstenen gebouw met kalkstenen gevelbekleding. De benedenverdieping werd aangepast aan de huidige bestemming van winkelpand en is niet meer authentiek. Het huis verkreeg in 1980 de monumentenstatus.